# Nederlandsche Tafelronde
De Nederlandsche Tafelronde (Round Table The Netherlands) is een internationale organisatie voor mannen tussen de 18 en 40 jaar. De Nederlandsche Tafelronde (NTR) is onderdeel van Round Table International en wordt gevormd door 200 lokale Tafels in verschillende Nederlandse steden en dorpen. De organisatie staat voor vriendschap, zelfontwikkeling en service en is dus niet een typische serviceclub, maar stelt zich wel ten doel zichzelf in te zetten voor de samenleving.
De doelstellingen van de vereniging zijn het aanmoedigen van persoonlijke en zakelijke zelfontplooiing. Het bevorderen van onderlinge en internationale vriendschap, samenwerking en begrip. Het versterken van het besef dat iedereen op zijn manier de gemeenschap behoort te dienen. 

## Geschiedenis

### Engeland
De eerste Round Table wordt opgericht in Norwich, Engeland op 14 maart 1927, toen oprichter Louis Marchesi een inspirerende bijeenkomst hield met een groep jonge mannen uit verschillende beroepsgroepen. Marchesi was lid van de Norwich Rotary Club, maar zag mogelijkheden om het beter te doen. Zo vond hij het een nadeel dat er geen leeftijdsgrens was. Hij stelde deze vast op veertig jaar.
De club zou bovendien van alle leden aandacht vragen voor de nationale en internationale samenleving. Er was veel belangstelling voor deze verenigingsvorm. Na de oprichting van de eerste Round Table in Norwich duurde het niet lang voordat ook in andere plaatsen en landen een Round Table werd opgericht.

### Nederland
De geschiedenis van de Tafelronde in Nederland begint in 1935. Henk Bruna, oprichter en Erelid, ging stage lopen in Reading, Engeland. Via zijn werkzaamheden kwam hij in contact met de Round Table. Hij kreeg de vraag of hij in Nederland een dergelijke organisatie wilde oprichten. Dat wilde hij graag, maar zijn opleiding voerde hem eerst naar andere buitenlanden.
Toen Bruna in Nederland terugkwam en zijn vriendenkring zich weer begon te vormen, brak de Tweede Wereldoorlog uit. De kansen om een Round Table op te richten waren voorlopig verkeken. Wel zag Bruna in de oorlogsjaren eens te meer de wenselijkheid van een vriendenkring naar dit model. In het laatste oorlogsjaar begon hij met de vorming daarvan en zodra Nederland was bevrijd richtte op 7 juni 1946 de eerste Nederlandse Tafelronde in Utrecht op, met aanvankelijk zestien leden.
Op uitnodiging bezocht Bruna eind juni 1946 de jaarvergadering van RTBI te Londen als vertegenwoordiger van de Nederlandsche Tafelronde. De statuten en reglementen van RTBI, die zeer uitvoerig zijn, werden vereenvoudigd en aan de Nederlandse omstandigheden aangepast. In 1947  werd besloten tot de uitgaaf van een eigen periodiek, het Mededelingenblad, dat in 1948 voor de eerste maal uitkwam. In 1951 verklaarde Bernhard der Nederlanden zich bereid het beschermheerschap te aanvaarden. Tijdens een plechtige bijeenkomst te Amsterdam, bij de viering van het eerste lustrum, werd de prins als beschermheer geïnstalleerd.

## Naamgeving
Hoewel de naam anders doen vermoeden is "Round Table" niet rechtstreeks ontleend aan legende van Koning Arthur. Het insigne werd ontleend aan het zinnebeeld van de Tafelronde van de legendarische Koning Arthur, met in het midden de Tudorroos. Het insigne verbeeldt de samenkomst van jonge mannen aan een ronde tafel. De Tudorroos is het nationale embleem van Engeland sinds de late middeleeuwen. Het embleem dankt zijn naam het Huis Tudor, de dynastie die de adellijke huizen van Lancaster en York verenigde. De NTR vindt zijn oorsprong in Engeland en heeft om deze reden gekozen om de bestaande ronde van Round Table Britain, met in het hart de Tudorroos, te gebruiken.
Zowel zijn titel als zijn stelregel overgenomen uit een toespraak op de British Industries Fair in 1927 door de toenmalige Prins Edward, Prins van Wales. "De jonge zakenlui en professionele mannen van dit land moeten rond de tafel komen, methoden toepassen die in het verleden zo gezond zijn gebleken, ze aanpassen aan de veranderende behoeften van de tijd en ze waar mogelijk verbeteren. " De uitdrukking "Adopt, Adapt, Improve" is de slogan van de organisatie.

## Leden
De organisatie heeft in Nederland 3186 leden (april 2020) verdeeld over 200 Tafels. Deze tafels zijn onderverdeeld in 14 verschillende districten. Internationaal telt Round Table ruim 31.000 leden (2020).

## Zusterorganisaties
- 41 Club Nederland
- Ladies Circle Nederland

## Bekende (oud-)leden
- Henk Bruna
- Mark Rutte